# Casa Buttafava
Casa Buttafava è un edificio storico di Milano situato in via Lanzone 21.

## Storia e descrizione
Realizzata nel XVI secolo e rimaneggiata in epoca neoclassica, il punto di forza della costruzione è il portale: questo è formato da un arco a tutto sesto con una leggera strombatura affiancato da lesene e conci a forma di diamante a creare un'unica struttura che regge una possente modanatura. Per il resto la decorazione del palazzo è insolitamente austera per l'architettura barocca dell'epoca: le finestre di tutti i piani presentano delle sobrie cornici rettilinee decorati con semplici cartigli. Al piano nobile sono presenti due balconi innestati sulla facciata in periodo neoclassico.